# Seznam izraelskih skladateljev
Seznam izraelskih skladateljev.

## A
- Claude Abravanel (1924 - 2012) (Švica)
- Daniel Akiva (* 1953)
- Haim Alexander (1915 - 2012)
- Chaya Arbel (1921 - 2007)
- Menachem Avidom (1908 - 1995)
- Eitan Avitsur (* 1941)
- Tzvi Avni (* 1927)
- Ayal Adler (* 1968)
- Yedidiya Admon (1894 - 1982)
- Gil Aldema (1928 - 2014)
- Aviv Aldema (* 1964)
- Neta Alony (* 1945)
- Yardena Alotin (1930 - 1994)
- Muni Amariglio (* 1932)
- Israel Amidan (1921 - 1968)
- Nahum Amir (* 1936)
- Emanuel Amiran-Pougatchov (1909 - 1993)
- Avraham Amzallag (* 1941)
- Atar Arad (* 1945)
- Chaya Arbel (1921 - 2007)
- Alexander Argov (1914 - 1992)
- Dan Aronowitz (1907 - 1981)
- Oded Assaf (* 1947)
- Gad Avrahami (* 1952)
- Dina Avrech (* 1928)

## B
- Benjamin Bar-Am (* 1923)
- Rami Bar-Niv (* 1945)
- Josef Bardanashvili (* 1948)
- Paul Ben-Haim (1897 - 1984)
- Ari Ben-Shabetai (* 1954)
- Ofer Ben-Amotz (* 1955)
- Paul Ben-Haim (1897 - 1984)
- Asher Ben-Yohanan (1929 - 2015)
- Bernd Bergel (1909 - 1966)
- Bart Berman (* 1938)
- Gary Bertini (1927 - 2005)
- Valentin Bibik (1940 - 2003)
- Sarah Bien (* 1992)
- Ze’ev Bitkin (* 1947)
- Yohanan Boehm (1913 - 1986)
- Alexander Uriyah Boskovich (1907 - 1964)
- John Bostock (* 1954)
- Yehezkel Braun (1922 - 2014)
- Heskel Brisman (1923 - 2001)
- Uri Brener (* 1974)
- Max Brod (1884 - 1968)
- Teodor Broder (* 1933)
- Moshe Budmor (1923 - 2015)
- Mikail Burshtin (* 1943)

## C
- Dov Carmel (* 1932)
- Gabriel Chmura (* 1946)
- Shimon Cohen (* 1937)
- Daniela Cohn-Levitas (* 1963)
- Franz Crzellitzer (1905 - 1979)
- Chaya Czernowin (* 1957)

## D
- Ram Da-Oz (* 1929)
- Michael Damian (* 1954)
- Ariel Davydov (* 1969)
- Avner Dorman (* 1975)

## E
- Yitzhak Edel (1896 - 1973)
- Israel Edelsohn (* 1951)
- Gideon Efrati (* 1953)
- Abel Ehrlich (1915 - 2003)
- Dror Elimelech (* 1956)
- Haim Elisha (* 1935)
- Amos Elkana (* 1967)
- Rivka Elkoshi (* 1949)
- Juli Engel (1868 - 1927)
- Itamar Erez (* 1965)
- Mary Even-Or (1939 - 1989)

## F
- Sarah Feigin (1928 - 2011)
- Yerach Fischman (* 1956)
- Tsippi Fleischer (* 1946)
- Joan Franks-Williams (1930 - 2003)
- Jan Freidlin (* 1944)

## G
- Daniel Galay (* 1945)
- Rachel Galinne (* 1949)
- Igor Galperin (* 1964)
- Moshe Gassner (* 1929)
- Nava Gefen (* 1941)
- Artur Gelbrun (1913 - 1985)
- Jacob Gilboa (1920 - 2007)
- Yehuda Leib Glantz (1898 - 1964)
- Yitzhak Graziani (1924 - 2002)
- Shlomo Gronich (* 1949)
- Noa Guy (* 1949)

## H
- Yosef Hadar (1926 - 2006)
- Aharon Harlap (* 1941)
- Andre Hajdu (1932 - 2016)
- Ricardo Hagman (* 1954)
- Smadar Handelsman (* 1954)
- Haim Hefer (1925 - 2012)
- Robin Heifetz (* 1951)
- Edit Heiman (* 1952)
- Nachum Heiman (1934 - 2016)
- Theodore Holdheim (1923 - 1985)

## I
- Gabriel Iranyi (* 1946)
- Abraham Zvi Idelsohn (1882 - 1935)

## J
- Hanoch Jacoby (1909 - 1990)

## K
- Hagar Kadima (* 1957)
- Joseph Kaminski (1903 - 1972)
- Reuven Kazhiloti (* 1948)
- Avner Kenner (* 1952)
- Moshe Kilon (1925 - 1993)
- Lev Kogan (1927 - 2007)
- Aviya Kopelman (* 1978)
- Mark Kopytman (1929 - 2011)

## L
- Naftaly Lahav (* 1952)
- Yehoshua Lakner (1924 - 2003)
- Marc Lavry (1903 - 1967)
- Yinam Leef (* 1953)
- Nizan Leibovich (* 1969)
- Arye Levanon (* 1932)
- Yaacov Levanon (1895 - 1965)
- Sara Levi-Tanai (1910 - 2005)
- Leibo Levine (1914 - 1983)
- Yehuda Levy (* 1939)
- Moshe Lustig (1922 - 1958)

## M
- Edri Machat (1931 - 1989)
- Alexander Manievitch (1908 - 1976)
- Joseph Mar-Haim (* 1940)
- Yoram Meyouhas (* 1967)
- Ella Milch-Sheriff (* 1954)
- Meir Mindel (* 1946)
- Issachar Miron (1920 - 2015)
- Rita Monkovich (* 1954)

## N
- Zvi Nagan (1912 - 1986)
- Benny Nagari (* 1950)
- Lior Navok (* 1971)
- Sergiu Natra (* 1924)
- Menahem Nebenhaus (* 1960)

## O
- Betty Olivero (* 1954)
- Ben-Zion Orgad (1926 - 2006)
- David Ori (1934 - 2012)

## P
- Yoram Paporisz (1944 - 1992)
- Eden Partosh (1907 - 1977)
- Erel Paz (* 1974)
- Joseph Peles (* 1950)
- Haim Permont (* 1950)
- Shabtai Petrushka (1903 - 1997)
- Boris Pigovat (* 1953)
- Sally Pinkas (* 1958)
- Eliyahu Piris (* 1960)
- Yuri Povolotsky (* 1962)

## R
- Jan Radzynski (* 1950)
- Shulamit Ran (* 1949)
- Israel Rashkovsky (* 1947)
- Moshe Rasiuk (* 1954)
- Mordechai Rechtman (* 1926)
- Giora Rozen (* 1955)
- Arie Rufeisen (1926 - 2014)
- Alexander Ryger (* 1909)

## S
- Mordecai Seter (1916 - 1994)
- Yitzhak Sadai (* 1935)
- Karel Salmon (1897 - 1974)
- Daniel Sambursky (1909 - 1977)
- Leon Schidlowsky (* 1931)
- Giora Schuster (1915 - 2006)
- Dov Seltzer (* 1932)
- Ruben Seroussi (* 1959)
- Mordecai Seter (1916 - 1994)
- Shimon Shachal (* 1934)
- Arie Shapira (1943 - 2015)
- Sergiu Shapira (* 1931)
- Uri Sharvit (* 1939)
- Miriam Shatal (* 1903)
- Naomi Shemer (1930 - 2004)
- Noam Sheriff (1935 - 2018)
- Vered Shilony (* 1948)
- Verdina Shlonsky (1905 - 1990)
- Sara Shoham (* 1946)
- Gil Shohat (* 1973)
- Bonia Shur
- Yekutiel Shur (1918 - 1990)
- Lotte Simon (1912 - ?)
- Ra'anan Spiro (* 1964)
- Eitan Steinberg (* 1955)
- Haya Steinberg (* 1961)
- Ze'ev Steinberg (1918 - 2011)
- Max Stern (* 1947)
- Erich Walter Sternberg (1891 - 1974)
- Joachim Stutschewsky (1891 - 1982)

## Š
- Lior Šambadal (* 1950)

## T
- Josef Tal (1910 - 2008)
- Yoav Talmi (* 1943)
- Eli Tamar (* 1964)
- Lazar Trachtenberg (* 1955)
- Ovadia Tuvya (* 1920)
- Boaz Tarsi (* 1960)

## W
- Levi Wachtel (1920 - 1992)
- Naphtali Wagner (* 1949)
- Alex Wasserman (* 1963)
- Ron Weidberg (* 1953)
- Uzi Wiesel (1927 - 2019)
- Menachem Wiesenberg (* 1950)
- Moshe Wilensky (1910 - 1997)
- Yehuda Wohl (1904 - 1988)
- Amnon Wolman (* 1955)
- Michael Wolpe (* 1960)

## Y
- Amnon Yadgarov
- Yehuda Yannay (* 1937)
- Shlomo Yoffe (1909 - 1995)
- Dan Yuhas (* 1947)
- Benjamin Yusupov (* 1962)

## Z
- Emanuel Zamir (1925 – 1962)
- Yohanan Zaray (1929 - 2016)
- David Zehavi (1910 - 1977)
- Oded Zehavi (* 1961)
- Mordechai Zeira (1905 - 1968)
- Nadav Ziv (* 1950)
- Yosef Zucker (* 1956)
- Menachem Zur (* 1942)
- Zvi Zori (* 1927)
- Moshe Zorman (* 1952)